# Giulio Gra
Giulio Gra (Roma, 18 dicembre 1900 – Stresa, 4 dicembre 1958) è stato un ingegnere e architetto italiano.

## Biografia

### La formazione
Ultimo di sette fratelli, due dei quali, Eugenio ed Enrico, esercitano anch'essi la professione di ingegneri, Giulio Gra nasce a Roma nel dicembre del 1900. Si laurea nel 1922 presso la "Scuola di Applicazione per gli Ingegneri di Roma".

### L'Impresa "Fratelli Gra"
L'attività lavorativa di Giulio Gra si svolge in massima parte a Roma e per conto dell'Impresa "Fratelli Gra", da lui costituita insieme al fratello Enrico nel 1925. Enrico si occupa del calcolo del cemento armato e della direzione di cantiere, mentre a Giulio è affidata la progettazione architettonica.
L'Impresa realizza importanti lavori a Roma nei quartieri Parioli, Flaminio e Salario, allora in piena espansione. Esegue la progettazione e la costruzione di edifici destinati all'edilizia residenziale privata, commissionati da Società cooperative che possono usufruire di finanziamenti pubblici. La provenienza dei fondi e la destinazione delle abitazioni imporrebbero una certa modestia nell'uso dei materiali e nei particolari decorativi, nonché nell'immagine complessiva della fabbrica, idea che non appartiene al modo di pensare e di agire dei due fratelli: per questo motivo gli edifici realizzati dall'Impresa, considerati troppo aulici - basti pensare ai villini di via Mangili o alle palazzine di Corso Trieste - subiscono forti critiche da parte di molti osservatori.
L'attività professionale di Giulio Gra si intreccia con quella dell'Impresa, e non può essere disgiunta da questa se non per la sua partecipazione ai concorsi degli anni Trenta. Oltre alla partecipazione in qualità di progettista alla costruzione dei villini realizzati tra il 1920 e il 1926 per conto della Cooperativa "Ammiraglio Del Bono", ritroviamo Giulio all'opera nel 1924 a Roma, durante i lavori di sistemazione di piazza Pia e nella realizzazione della palazzina eretta in via Azuni per conto della Cooperativa "Urbs Nova", e, l'anno seguente, quando vengono eseguiti i lavori per lo scoprimento del Foro di Augusto.
Dopo aver partecipato, per conto dell'Impresa di famiglia, alla costruzione di un lotto di abitazioni dell'I.C.P. a Ostia Lido, progettate dall'architetto Camillo Palmerini, a partire dal 1926 Giulio è autore del progetto di quattro villini a Roma per gli ufficiali mutilati a via Mangili, eretti per conto della Cooperativa "Cesare Battisti", e, sempre a Roma, di quello per la villa Caracciolo di Brienza a via Aldrovandi.
Dopo aver eseguito vari lavori a Roma in qualità di impresario tra i quali la costruzione di alcuni fabbricati del Lotto I del Gruppo Portuense e del Lotto III del Gruppo San Pancrazio, entrambi su incarico dell'I.C.P. di Roma, di una scuola a Porta Furba, e la sopraelevazione e il riadattamento della scuola "E. Nathan" in via dell'Olmata, alla fine degli anni Venti Giulio realizza alcuni dei suoi interventi più significativi. La Cooperativa "La Casa Famigliare" affida infatti all'Impresa "Fratelli Gra" la progettazione e la costruzione di tutti gli edifici compresi nel suo vasto programma edilizio romano: il fabbricato di piazzale delle Belle Arti e quello in piazza della Marina, le palazzine di Corso Trieste e i due gruppi di villini a via Mangili. Contemporaneamente l'Impresa è attiva nella costruzione a Roma di un gruppo di casette modello alla Garbatella (progettate da Mario Marchi), in quella dell'Autoreparto della Marina in via Filippo Corridoni, e, nel 1932, realizza per conto del Ministero delle Comunicazioni alcune case per i ferrovieri in via Etruria.

### Gli anni trenta
Gli anni trenta rappresentano una svolta nel linguaggio utilizzato da Giulio Gra per connotare le sue architetture. I disegni relativi ai concorsi romani per gli Uffici Postali, per le Preture e le vice-questure annesse, per il palazzo del Littorio, e al Concorso per il palazzo degli Uffici del Ministero dei Lavori Pubblici di Bari, mostrano infatti l'abbandono degli espliciti riferimenti linguistici al mondo dell'architettura classica delle opere della sua giovinezza. Il mutamento del suo gusto compositivo si riscontra anche in un edificio costruito, il convento della Società Anonima "L'Hospitaliére" in via Cairoli a Roma, vera e propria cerniera tra le progettazioni degli anni Venti e quelle successive, come, ad esempio, i palazzi per l'I.N.A. di Novara e per l'I.N.A. di Catania, nei quali la sperimentazione formale mostra l'approfondimento di tematiche maggiormente vicine al Movimento Moderno.
È nel cosiddetto "Condominio Gra" sul Lungotevere Flaminio a Roma (1936) - la sua opera sicuramente più nota e l'ultima, se si escludono alcune progettazioni successive ma di entità alquanto limitata, tra le quali spicca il villino Montanucci Wan der Weid a Sorrento - che si condensa tutta l'esperienza di progettista di Giulio. Agevolato dalla possibilità di essere insieme, attraverso la sua Impresa, committente ed esecutore dell'opera, egli può infatti utilizzare senza vincoli il proprio lessico architettonico, fornendo, a parere unanime dei critici, la prova più alta della sua indubbia capacità compositiva.

### La fine dell'attività
Dopo il 1945, Giulio Gra abbandona volontariamente l'attività professionale, forse per problemi di salute o forse perché le poetiche e i nuovi materiali da costruzione impiegati a partire dalla fine della seconda guerra mondiale non si addicono al suo modo di intendere l'architettura, immaginata e costruita. 
Muore a Stresa nel 1958.

## Curiosità
Il fratello Eugenio, anch'egli ingegnere, fu l'ideatore del Grande Raccordo Anulare di Roma, il cui acronimo "GRA" fu scelto appositamente per intitolare indirettamente tale strada al suo ideatore. L'ingegner Gra era impiegato nell'amministrazione Lavori Pubblici dal 1938, come da D.M. 644/1938, e in seguito divenne direttore generale dell'Anas, ruolo che rivestì dal 1946 al 1952; la costruzione del GRA iniziò nel 1946 e terminò nel 1970, mentre nel 2011 fu completato l'allargamento a 3 corsie.